# Frankenhof (Stralsund)
Frankenhof ist der Name einer Straße in Stralsund, die parallel zum Frankendamm verläuft und an die Hafenstraße grenzt. Sie gehört zum Randgebiet des UNESCO-Welterbes mit dem Titel Historische Altstädte Stralsund und Wismar.
In der Straße steht das Gebäude Frankenhof 7/8, eine ehemalige Kaserne der Frankenkaserne, unter Denkmalschutz, siehe dazu auch die Liste der Baudenkmale in Stralsund. Die Wohnbebauung stammt zumeist aus einem Bauprogramm um 1950.